# George Grenville
George Grenville, PC (14 tháng 10 năm 1712 - 13 tháng 11 năm 1770) là một chính khách Anh thuộc đảng Whig, người đã vươn lên vị trí của Thủ tướng của Vương quốc Anh. Grenville sinh ra trong một gia đình chính trị có ảnh hưởng và lần đầu tiên vào Quốc hội năm 1741 khi đang làm một MP của Buckingham. Ông nổi lên như một trong Cubs Cobham, một nhóm các thành viên trẻ của Quốc hội kết hợp với Chúa Cobham.
Grenville sinh ngày 14 tháng 10 năm 1712 tại Wotton Underwood, hạt Buckinghamshire, Vương quốc Anh. Ông là con trai thứ hai của Richard Grenville và Hester Temple. Ông là một trong năm anh em, tất cả đều trở thành nghị sĩ. Em gái của ông, Hester Grenville cưới nhà chính trị hàng đầu, về sau là thủ tướng Anh, đó là William Pitt Trẻ. Anh trai của ông là Richard Grenville, sau này là Bá tước thứ 2. Ông được dự định bởi cha mẹ rằng George Grenville nên trở thành một luật sư. Grenville theo học tại trường Eton và tôn giáo tại Nhà thờ Christ của thành phố Oxford thuộc miền Trung Nam Anh, và được gọi là để thanh vào năm 1736.
Năm 1749, Grenville kết hôn với Elizabeth Wyndham (trước năm 1731 - 5 tháng 12 năm 1769), họ có tám người con, trong đó có một người con đã qua đời từ khi còn rất nhỏ, đó là Richard Grenville (mất 1759).
Về sau, Grenville trở thành chính khách Anh thuộc về đảng Whig. Chức vụ của ông ngày càng vươn lên, ông đã từng ở trong Chính phủ với William Pitt Trẻ. Ngày 27 tháng 5 năm 1762, ông nhậm chức Bộ trưởng miền Bắc cho đến ngày 9 tháng 10 năm 1762, chưa đầy 5 tháng thì từ chức. Ông là Bộ trưởng Tài chính Anh và Thủ tướng Anh cùng lúc, từ ngày 16 tháng 4 năm 1763. Trong Trong tranh chấp với Tây Ban Nha và Pháp, Grenville quản lý để đảm bảo mục tiêu Anh bằng cách triển khai những gì sau này được mô tả như ngoại giao pháo hạm. Trong chính quyền của ông cô lập quốc tế của Anh tăng lên, như vậy, Anh thất bại trong việc bảo vệ các liên minh với các nước lớn khác ở châu Âu, một tình huống mà các chính phủ tiếp theo là không thể đảo ngược dẫn đến nước Anh chiến đấu một số quốc gia trong cuộc Chiến tranh Độc lập Hoa Kỳ mà không có một đồng minh lớn nào ở đó cả.
Ngày 13 tháng 7 năm 1765, Grenville từ chức Thủ tướng Vương quốc Anh và ông không tái tranh cử, hai chức vụ khác cũng thế. Ba ngày sau khi từ chức Thủ tướng Vương quốc Anh, ông cũng từ chức Bộ trưởng Tài chính Anh. Phần còn lại, ông tiếp tục làm việc về chính trị.
Một hôm vào năm 1770, Grenville chỉ đạo một dự luật về kết quả của cuộc bầu cử tranh cãi, một vấn đề lớn trong thế kỷ thứ XVIII, thành luật, bất chấp sự phản đối mạnh mẽ từ chính phủ.
Sau năm năm từ chức Thủ tướng Vương quốc Anh và Bộ trưởng Tài chính Anh, George Grenville đã qua đời vào ngày 13 tháng 11 năm 1770 ở tuổi 58 tại Mayfair, thủ đô Luân Đôn, Vương quốc Anh.
Ông là một trong số các thủ tướng (những người khác bao gồm Henry Pelham, William Pitt Trẻ, Bonar Law, Ramsay MacDonald, Neville Chamberlain, ngài Winston Churchill, George Canning, Spencer Perceval, William Ewart Gladstone, Edward Heath, John Major, Tony Blair và Gordon Brown), người không bao giờ tham gia các quý tộc.
Các thị trấn về Grenville, Quebec, được mang tên của George Grenville. Thị trấn này là lần lượt các tên gọi cho là Kiến tạo sơn Grenville, một Mesoproterozoi sự kiện núi xây dựng tồn tại lâu dài kết hợp với việc lắp ráp Rodinia siêu lục địa. kỷ lục của nó là một vành đai tạo núi nổi bật mà kéo dài một phần đáng kể của lục địa Bắc Mỹ, từ Labrador đến Mexico, và kéo dài đến quốc tịch Scotland.